# Catalogo di Messier

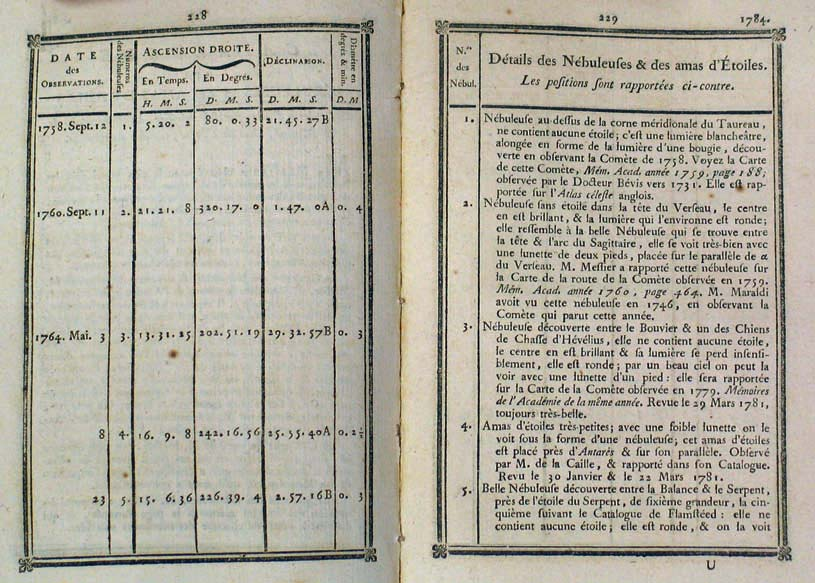
La prima pagina della stampa della terza versione del Catalogo di Messier, che contiene i primi cinque oggetti.

Il Catalogo di Messier è stato il primo catalogo astronomico di oggetti celesti diversi dalle stelle. Fu compilato dall'astronomo francese Charles Messier, con il nome originale Catalogue des Nébuleuses et des Amas d'Étoiles, e pubblicato nel 1774.
Messier era un cacciatore di comete, come molti degli astronomi dei suoi tempi. Egli si occupò della compilazione del catalogo per riuscire a distinguere facilmente una nuova cometa, che si presenta al telescopio come un debole oggetto di natura nebulare, da quegli oggetti di aspetto simile che sono però fissi nel cielo, e non sono affatto comete.
La prima edizione del catalogo comprendeva 45 oggetti, numerati da M1 a M45. La lista finale è di 110 oggetti, numerati da M1 a M110. Il catalogo finale fu pubblicato nel 1781 e stampato su Connaissance des Temps nel 1784.
Il catalogo di Messier consiste di oggetti piuttosto brillanti, alcuni visibili addirittura ad occhio nudo; per questo motivo, è ancora oggi molto usato dagli astronomi non professionisti. Nelle carte celesti un oggetto appartenente al catalogo di Messier si riconosce dal prefisso M davanti al suo numero.
Gli oggetti catalogati sono molto eterogenei: l'unico legame tra loro è di avere un aspetto diffuso e di essere relativamente brillanti. A questa descrizione corrispondono sia nebulose ed ammassi stellari molto vicini, sia grandi galassie, poste a distanze enormi.

## Carta celeste

Carta celeste con la posizione degli oggetti del Catalogo di Messier. La striscia azzurra è la Via Lattea

## Il Catalogo di Messier
| Sigla | Catalogo NGC      | Nome comune                   | Tipo di oggetto            | Distanza A. L. x 1 000 | Costellazione      | M. A. |
| ----- | ----------------- | ----------------------------- | -------------------------- | ---------------------- | ------------------ | ----- |
| M1    | NGC 1952          | Nebulosa Granchio             | Resto di supernova         | 6,3                    | Toro               | 9,0   |
| M2    | NGC 7089          |                               | Ammasso globulare          | 36                     | Aquario            | 7,5   |
| M3    | NGC 5272          |                               | Ammasso globulare          | 31                     | Cani da Caccia     | 7,0   |
| M4    | NGC 6121          |                               | Ammasso globulare          | 7                      | Scorpione          | 7,5   |
| M5    | NGC 5904          |                               | Ammasso globulare          | 23                     | Serpente           | 7,0   |
| M6    | NGC 6405          | Ammasso della Farfalla        | Ammasso aperto             | 2                      | Scorpione          | 4,5   |
| M7    | NGC 6475          | Ammasso di Tolomeo            | Ammasso aperto             | 1                      | Scorpione          | 3,5   |
| M8    | NGC 6523          | Nebulosa Laguna               | Ammasso con nebulosa       | 6,5                    | Sagittario         | 5,0   |
| M9    | NGC 6333          |                               | Ammasso globulare          | 26                     | Ofiuco             | 9,0   |
| M10   | NGC 6254          |                               | Ammasso globulare          | 13                     | Ofiuco             | 7,5   |
| M11   | NGC 6705          | Ammasso dell'Anitra Selvatica | Ammasso aperto             | 6                      | Scudo              | 7,0   |
| M12   | NGC 6218          |                               | Ammasso globulare          | 18                     | Ofiuco             | 8,0   |
| M13   | NGC 6205          | Ammasso Globulare di Ercole   | Ammasso globulare          | 22                     | Ercole             | 5,8   |
| M14   | NGC 6402          |                               | Ammasso globulare          | 27                     | Ofiuco             | 9,5   |
| M15   | NGC 7078          |                               | Ammasso globulare          | 33                     | Pegaso             | 7,5   |
| M16   | NGC 6611          | Ammasso della Nebulosa Aquila | Ammasso con nebulosa       | 7                      | Serpente           | 6,5   |
| M17   | NGC 6618          | Nebulosa Omega                | Ammasso con nebulosa       | 5                      | Sagittario         | 7,0   |
| M18   | NGC 6613          |                               | Ammasso aperto             | 6                      | Sagittario         | 8,0   |
| M19   | NGC 6273          |                               | Ammasso globulare          | 27                     | Ofiuco             | 8,5   |
| M20   | NGC 6514          | Nebulosa Trifida              | Ammasso con nebulosa       | 5,2                    | Sagittario         | 5,0   |
| M21   | NGC 6531          |                               | Ammasso aperto             | 3                      | Sagittario         | 7,0   |
| M22   | NGC 6656          |                               | Ammasso globulare          | 10                     | Sagittario         | 6,5   |
| M23   | NGC 6494          |                               | Ammasso aperto             | 4,5                    | Sagittario         | 6,0   |
| M24   | contiene NGC 6603 |                               | Ammasso aperto             | 10                     | Sagittario         | 3     |
| M25   | Nessuno           |                               | Ammasso aperto             | 2                      | Sagittario         | 4,9   |
| M26   | NGC 6694          |                               | Ammasso aperto             | 5                      | Scudo              | 9,5   |
| M27   | NGC 6853          | Nebulosa Manubrio             | Nebulosa planetaria        | 1,25                   | Volpetta           | 7,5   |
| M28   | NGC 6626          |                               | Ammasso globulare          | 18                     | Sagittario         | 8,5   |
| M29   | NGC 6913          |                               | Ammasso aperto             | 7,2                    | Cigno              | 9,0   |
| M30   | NGC 7099          |                               | Ammasso globulare          | 25                     | Capricorno         | 8,5   |
| M31   | NGC 224           | Galassia di Andromeda         | Galassia a spirale         | 2 500                  | Andromeda          | 4,5   |
| M32   | NGC 221           |                               | Galassia ellittica nana    | 2 900                  | Andromeda          | 10,0  |
| M33   | NGC 598           | Galassia del Triangolo        | Galassia a spirale         | 2 810                  | Triangolo          | 7,0   |
| M34   | NGC 1039          |                               | Ammasso aperto             | 1,4                    | Perseo             | 6,0   |
| M35   | NGC 2168          |                               | Ammasso aperto             | 2,8                    | Gemelli            | 5,5   |
| M36   | NGC 1960          |                               | Ammasso aperto             | 4,1                    | Auriga             | 6,5   |
| M37   | NGC 2099          |                               | Ammasso aperto             | 4,6                    | Auriga             | 6,0   |
| M38   | NGC 1912          |                               | Ammasso aperto             | 4,2                    | Auriga             | 7,0   |
| M39   | NGC 7092          |                               | Ammasso aperto             | 0,8                    | Cigno              | 5,5   |
| M40   | Nessuno           |                               | Binaria ottica             | 0,5                    | Orsa Maggiore      | 9,0   |
| M41   | NGC 2287          | Ammasso Piccolo Alveare       | Ammasso aperto             | 2,3                    | Cane Maggiore      | 5,0   |
| M42   | NGC 1976          | Nebulosa di Orione            | Nebulosa diffusa           | 1,6                    | Orione             | 5,0   |
| M43   | NGC 1982          | Nebulosa De Mairan            | Nebulosa diffusa           | 1,6                    | Orione             | 7,0   |
| M44   | NGC 2632          | Presepe                       | Ammasso aperto             | 0,6                    | Cancro             | 3,1   |
| M45   | NGC 1432          | Pleiadi                       | Ammasso aperto             | 0,4                    | Toro               | 1,4   |
| M46   | NGC 2437          |                               | Ammasso aperto             | 5,4                    | Poppa              | 6,5   |
| M47   | NGC 2422          |                               | Ammasso aperto             | 1,6                    | Poppa              | 4,5   |
| M48   | NGC 2548          |                               | Ammasso aperto             | 1,5                    | Idra               | 5,5   |
| M49   | NGC 4472          |                               | Galassia ellittica         | 55 000                 | Vergine            | 10,0  |
| M50   | NGC 2323          |                               | Ammasso aperto             | 3,2                    | Unicorno           | 7,0   |
| M51   | NGC 5194 NGC 5195 | Galassia Vortice              | Galassia a spirale         | 37 000                 | Cani da Caccia     | 8,0   |
| M52   | NGC 7654          |                               | Ammasso aperto             | 7                      | Cassiopea          | 8,0   |
| M53   | NGC 5024          |                               | Ammasso globulare          | 56                     | Chioma di Berenice | 8,5   |
| M54   | NGC 6715          |                               | Ammasso globulare          | 83                     | Sagittario         | 8,5   |
| M55   | NGC 6809          |                               | Ammasso globulare          | 17                     | Sagittario         | 7,0   |
| M56   | NGC 6779          |                               | Ammasso globulare          | 32                     | Lira               | 9,5   |
| M57   | NGC 6720          | Nebulosa Anello               | Nebulosa planetaria        | 2,3                    | Lira               | 9,5   |
| M58   | NGC 4579          |                               | Galassia a spirale barrata | 68 000                 | Vergine            | 11,0  |
| M59   | NGC 4621          |                               | Galassia ellittica         | 60 000                 | Vergine            | 11,5  |
| M60   | NGC 4649          |                               | Galassia ellittica         | 55 000                 | Vergine            | 10,5  |
| M61   | NGC 4303          |                               | Galassia a spirale         | 60 000                 | Vergine            | 10,5  |
| M62   | NGC 6266          |                               | Ammasso globulare          | 22                     | Ofiuco             | 8,0   |
| M63   | NGC 5055          | Galassia Girasole             | Galassia a spirale         | 37 000                 | Cani da Caccia     | 8,5   |
| M64   | NGC 4826          | Galassia Occhio Nero          | Galassia a spirale         | 12 000                 | Chioma di Berenice | 9,0   |
| M65   | NGC 3623          |                               | Galassia a spirale         | 35 000                 | Leone              | 10,5  |
| M66   | NGC 3627          |                               | Galassia a spirale         | 35 000                 | Leone              | 10,0  |
| M67   | NGC 2682          |                               | Ammasso aperto             | 2,25                   | Cancro             | 7,5   |
| M68   | NGC 4590          |                               | Ammasso globulare          | 32                     | Idra               | 9,0   |
| M69   | NGC 6637          |                               | Ammasso globulare          | 25                     | Sagittario         | 9,0   |
| M70   | NGC 6681          |                               | Ammasso globulare          | 28                     | Sagittario         | 9,0   |
| M71   | NGC 6838          |                               | Ammasso globulare          | 12                     | Freccia            | 8,5   |
| M72   | NGC 6981          |                               | Ammasso globulare          | 53                     | Aquario            | 10,0  |
| M73   | NGC 6994          | Asterismo dell'Aquario        | Asterismo                  | 2,5                    | Aquario            | 9,0   |
| M74   | NGC 628           |                               | Galassia a spirale         | 35 000                 | Pesci              | 10,5  |
| M75   | NGC 6864          |                               | Ammasso globulare          | 58                     | Sagittario         | 9,5   |
| M76   | NGC 650 NGC 651   | Piccola Campana Muta          | Nebulosa planetaria        | 3,4                    | Perseo             | 12,0  |
| M77   | NGC 1068          |                               | Galassia a spirale         | 47 000                 | Balena             | 10,5  |
| M78   | NGC 2068          |                               | Nebulosa diffusa           | 1,6                    | Orione             | 8,0   |
| M79   | NGC 1904          |                               | Ammasso globulare          | 40                     | Lepre              | 8,5   |
| M80   | NGC 6093          |                               | Ammasso globulare          | 27                     | Scorpione          | 8,5   |
| M81   | NGC 3031          | Galassia di Bode              | Galassia a spirale         | 12 000                 | Orsa Maggiore      | 8,5   |
| M82   | NGC 3034          | Galassia Sigaro               | Galassia attiva            | 11 000                 | Orsa Maggiore      | 9,5   |
| M83   | NGC 5236          | Galassia Girandola del Sud    | Galassia a spirale         | 10 000                 | Idra               | 8,5   |
| M84   | NGC 4374          |                               | Galassia lenticolare       | 60 000                 | Vergine            | 11,0  |
| M85   | NGC 4382          |                               | Galassia lenticolare       | 60 000                 | Chioma di Berenice | 10,5  |
| M86   | NGC 4406          |                               | Galassia lenticolare       | 52 000                 | Vergine            | 11,0  |
| M87   | NGC 4486          | Galassia Virgo A              | Galassia ellittica         | 52 000                 | Vergine            | 11,0  |
| M88   | NGC 4501          |                               | Galassia a spirale         | 47 000                 | Chioma di Berenice | 11,0  |
| M89   | NGC 4552          |                               | Galassia ellittica         | 50 000                 | Vergine            | 11,5  |
| M90   | NGC 4569          |                               | Galassia a spirale         | 60 000                 | Vergine            | 11,0  |
| M91   | NGC 4548          |                               | Galassia a spirale         | 63 000                 | Chioma di Berenice | 11,5  |
| M92   | NGC 6341          |                               | Ammasso globulare          | 26                     | Ercole             | 7,5   |
| M93   | NGC 2447          |                               | Ammasso aperto             | 4,5                    | Poppa              | 6,5   |
| M94   | NGC 4736          |                               | Galassia a spirale         | 14 500                 | Cani da Caccia     | 9,5   |
| M95   | NGC 3351          |                               | Galassia a spirale barrata | 38 000                 | Leone              | 11,0  |
| M96   | NGC 3368          |                               | Galassia a spirale         | 38 000                 | Leone              | 10,5  |
| M97   | NGC 3587          | Nebulosa Gufo                 | Nebulosa planetaria        | 2,6                    | Orsa Maggiore      | 12,0  |
| M98   | NGC 4192          |                               | Galassia a spirale         | 60 000                 | Chioma di Berenice | 11,0  |
| M99   | NGC 4254          |                               | Galassia a spirale         | 60 000                 | Chioma di Berenice | 10,5  |
| M100  | NGC 4321          |                               | Galassia a spirale         | 52 000                 | Chioma di Berenice | 10,5  |
| M101  | NGC 5457          | Galassia Girandola            | Galassia a spirale         | 24 000                 | Orsa Maggiore      | 8,5   |
| M102  | NGC 5866          | Galassia Fuso                 | Galassia lenticolare       | 40 000                 | Dragone            | 10,5  |
| M103  | NGC 581           |                               | Ammasso aperto             | 8                      | Cassiopea          | 7,0   |
| M104  | NGC 4594          | Galassia Sombrero             | Galassia a spirale         | 50 000                 | Vergine            | 9,5   |
| M105  | NGC 3379          |                               | Galassia ellittica         | 38 000                 | Leone              | 11,0  |
| M106  | NGC 4258          |                               | Galassia a spirale         | 25 000                 | Cani da Caccia     | 9,5   |
| M107  | NGC 6171          |                               | Ammasso globulare          | 20                     | Ofiuco             | 10,0  |
| M108  | NGC 3556          |                               | Galassia a spirale         | 45 000                 | Orsa Maggiore      | 11,0  |
| M109  | NGC 3992          |                               | Galassia a spirale barrata | 55 000                 | Orsa Maggiore      | 11,0  |
| M110  | NGC 205           |                               | Galassia ellittica         | 2 200                  | Andromeda          | 10,0  |